# Amomum poonsakianum
Amomum poonsakianum là một loài thực vật có hoa trong họ Gừng. Loài này được Chayan Picheansoonthon và Piyapong Yupparach mô tả khoa học đầu tiên năm 2012 dưới danh pháp Elettariopsis poonsakiana. Phân tích phát sinh chủng loại phân tử chi Amomum nghĩa rộng năm 2018 của de Boer et al. cho thấy nó thuộc về chi Amomum nghĩa hẹp, vì thế nó được các tác giả Jana Leong-Škorničková và Kristýna Hlavatá chuyển sang chi Amomum.

## Từ nguyên
Loài này được đặt theo tên của Poonsak Watcharakorn, một nhà làm vườn kiêm nhà sưu tập thực vật người Thái Lan. Ông là người đã tặng bộ sưu tập mẫu vật sống của mình về chi này cho nghiên cứu của các tác giả Picheansoonthon và Yupparach và lần đầu tiên đã cho các tác giả xem loài này tại vị trí điển hình của nó trong Vườn quốc gia Thong Pha Phum.

## Phân bố
Loài này có thể được tìm thấy ở một số địa điểm ở tỉnh Kanchanaburi (các huyện Thong Pha Phum và Sangkhla Buri) ở miền tây Thái Lan. Loài này mọc dưới bóng râm của các rừng khô lá sớm rụng, ở cao độ 293–303 m (960–995 ft).

## Mô tả
Cây thân thảo lâu năm thanh mảnh. Thân rễ bò lan, thanh mảnh, mang các thân giả ở các khoảng cách. Thân giả 17,8-58,7 cm; lá không phiến 1–2. Lá 1-5; lưỡi bẹ dài 2–4 mm, có lông, đỉnh 2 thùy; cuống lá 4,3-18,4 cm, nhẵn nhụi, có rãnh; phiến lá hình trứng ngược hoặc thuôn dài-hình elip, 17,9–77,8 × 4,6–9,9 cm, gốc thon nhỏ dần, đỉnh nhọn, mép nguyên đến hơi gợn sóng, bề mặt dưới có lông tơ. Cụm hoa sinh ra từ phần gốc của thân giả, với các hoa trong cán hoa nằm phẳng thuôn dài, cuống dài 1,5-5,2 cm; lá bắc hình trứng, 1,4-1,6 × 0,5–1 cm, màu ánh nâu, mép có lông; lá bắc con hình mũi mác, 1,2-1,8 cm × 5–6 mm, mép có lông. Hoa màu trắng với dải giữa màu vàng, đài hoa hình ống, dài 4,2-5,1 cm, nhẵn nhụi, đỉnh 2 răng; ống tràng thanh mảnh, dài 6,2-12,2 cm, màu trắng; thùy 3; thùy lưng thuôn dài, 1,6–2 cm × 6–7 mm, đỉnh có nắp; các thùy bên thuôn dài, 1,8-2,2 cm × 4–5 mm; cánh giữa môi dưới hình trứng ngược, 2–2,6 × 1,6–2 cm, màu trắng với đáy ánh đỏ và dải giữa màu vàng; đáy có vuốt, vuốt 4–5 mm, phần xa 3 thùy, thùy giữa có khía tai bèo hoặc hơi có khía răng cưa; chỉ nhị 3–5 × 2–3 mm, màu hồng; bao phấn 5-6 × 2–3 mm; phần phụ liên kết hình trứng, 4–7 × 4–5 mm, đỉnh tù; bầu nhụy hình trứng, 4–5 × 3–4 mm, có lông tơ; nhụy lép 2, thanh mảnh, 6–10 × 1–2 mm, không bao quanh vòi nhụy. Quả nang, hình trứng, 2,5-4,2 × 1,7-2,2 cm, có 6-7 gờ dọc, màu ánh hồng (khi còn non), ánh nâu (khi chín). Ra hoa tháng 4-5, tạo quả tháng 5-cuối tháng 6.
Loài này cùng với E. exerta thuộc nhóm Elettariopsis với cán hoa phủ phục thuôn dài. Tuy nhiên, có thể dễ dàng phân biệt nó với E. exerta bởi lưỡi bẹ có lông; các lá hình trứng ngược đến hình elip-thuôn dài, mặt dưới của lá có lông tơ, bầu nhụy có lông với 2 tuyến nhụy lép không bao quanh vòi nhụy, quả hình trứng có 6-7 gờ dọc.